# 中日こどもウイークリー
中日こどもウイークリー（ちゅうにちこどもウイークリー）は、中日新聞社が発行する小学校高学年向けの週刊新聞。2011年8月6日に創刊された。毎週土曜日に発行。発行対象地域は中部地方（愛知県・岐阜県・三重県・静岡県西部・長野県南部・富山県・石川県・福井県）及び近畿地方（滋賀県東部・和歌山県新宮市）の一部。中日新聞・北陸中日新聞・日刊県民福井の販売店で取り扱う。なお東京新聞（中日新聞東京本社）が発行されている関東地方及び静岡県東部・伊豆地方での発行・販売は未定。

## 概要
中部地方のための子供向け新聞として創刊。タブロイド判12ページ。
日本史の歴史漫画（たなかひさし：作画）や河合塾グループの協力による英語・算数・理科の学習コーナー、中日新聞・東京新聞サンデー版に掲載されている「大図解」のジュニア版「日本まんなか図鑑」などが掲載される。
小学校低学年にも読める様、大きい活字を使用し、全ての漢字に振り仮名を付ける。
マスコットキャラクターは豚の「まなぶぅ」。
「トントン拍子！」など一部コーナーは東京新聞でも掲載されている。
2020年7月4日発行分から、題字・レイアウトをリニューアルする。